# Anton Höfle
Anton Höfle, född 19 oktober 1882, död 20 april 1925, var en tysk politiker.
Höfle var 1914-19 direktör i de tyska teknikernas organisation, 1920-23 i riksorganisationen för tjänstemannasammanslutningarna, 1923-25 rikspostminister och minister för de ockuperade områdena. Han var från 1920 blev han ledamot i tyska riksdagen. 1925 trädde Höfle tillbaka från politiken på grund av sin inblandning i Barmataffären.